# Farandole
Pour l’article ayant un titre homophone, voir Farandole (homonymie).

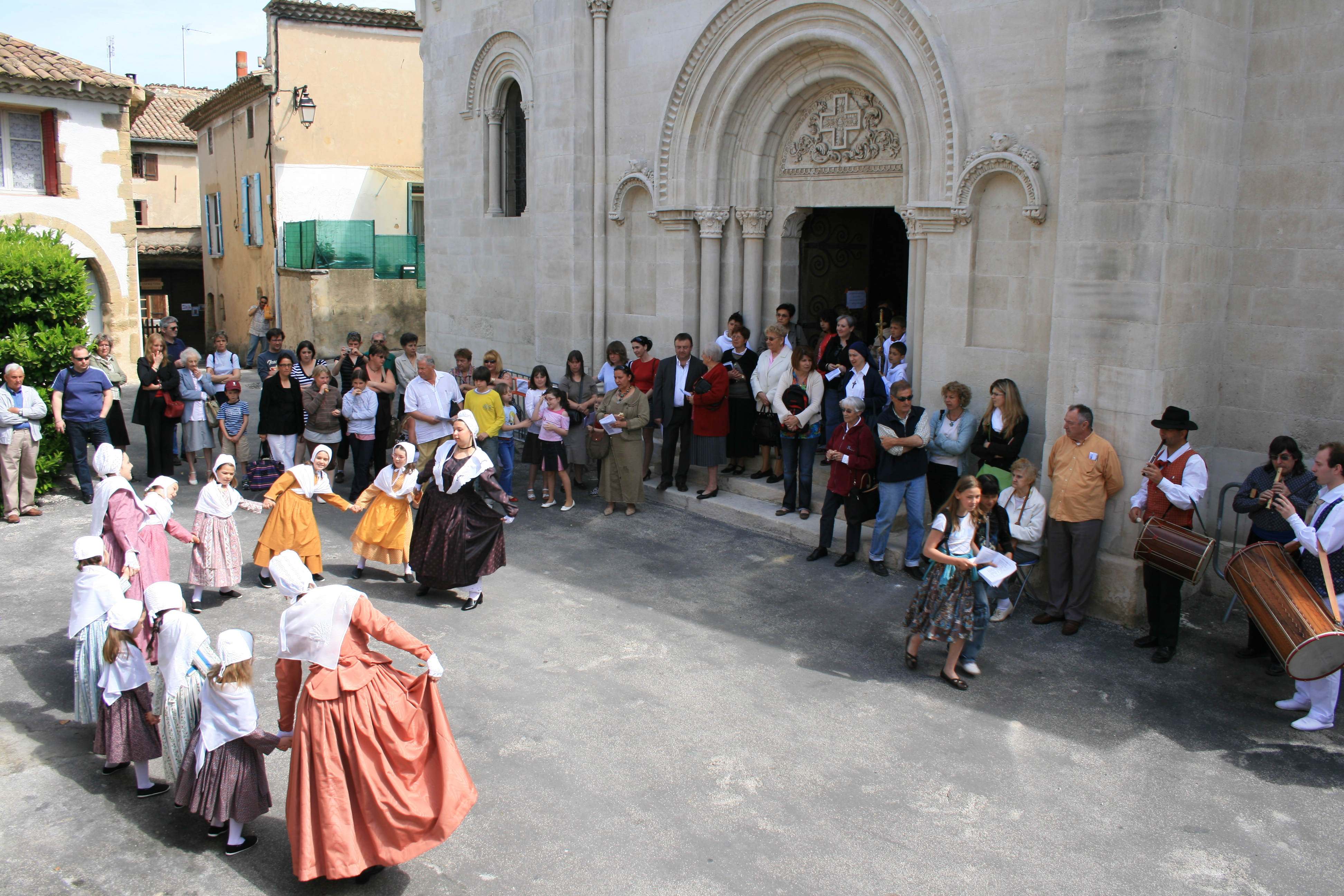
Farandole lors de la fête votive de Saint-Geniès-de-Comolas.

La farandole est une danse traditionnelle, considérée comme la plus ancienne des danses ainsi que comme la plus caractéristique et la plus représentative de la Provence. Si son nom n'est attesté qu'à partir du XVIIIe siècle, elle a été représentée depuis la préhistoire par des gravures rupestres puis au cours de l'Antiquité sur des céramiques ou des fresques. Danse des rites agraires, elle était à la fois une danse de la vie et de la mort. Elle a intéressé les plus grands compositeurs tels Georges Bizet, Piotr Ilitch Tchaïkovski, Charles Gounod, Vincent d'Indy, Henri Casadesus et Darius Milhaud. Aujourd'hui en Provence, elle est dansée sur les airs joués par les tambourinaires qui l'accompagnent de leurs galoubets et de leurs tambourins. Sa popularité l'a faite entrer dans la crèche et elle est l'un des éléments les plus caractéristiques de la tradition provençale.

## Étymologie

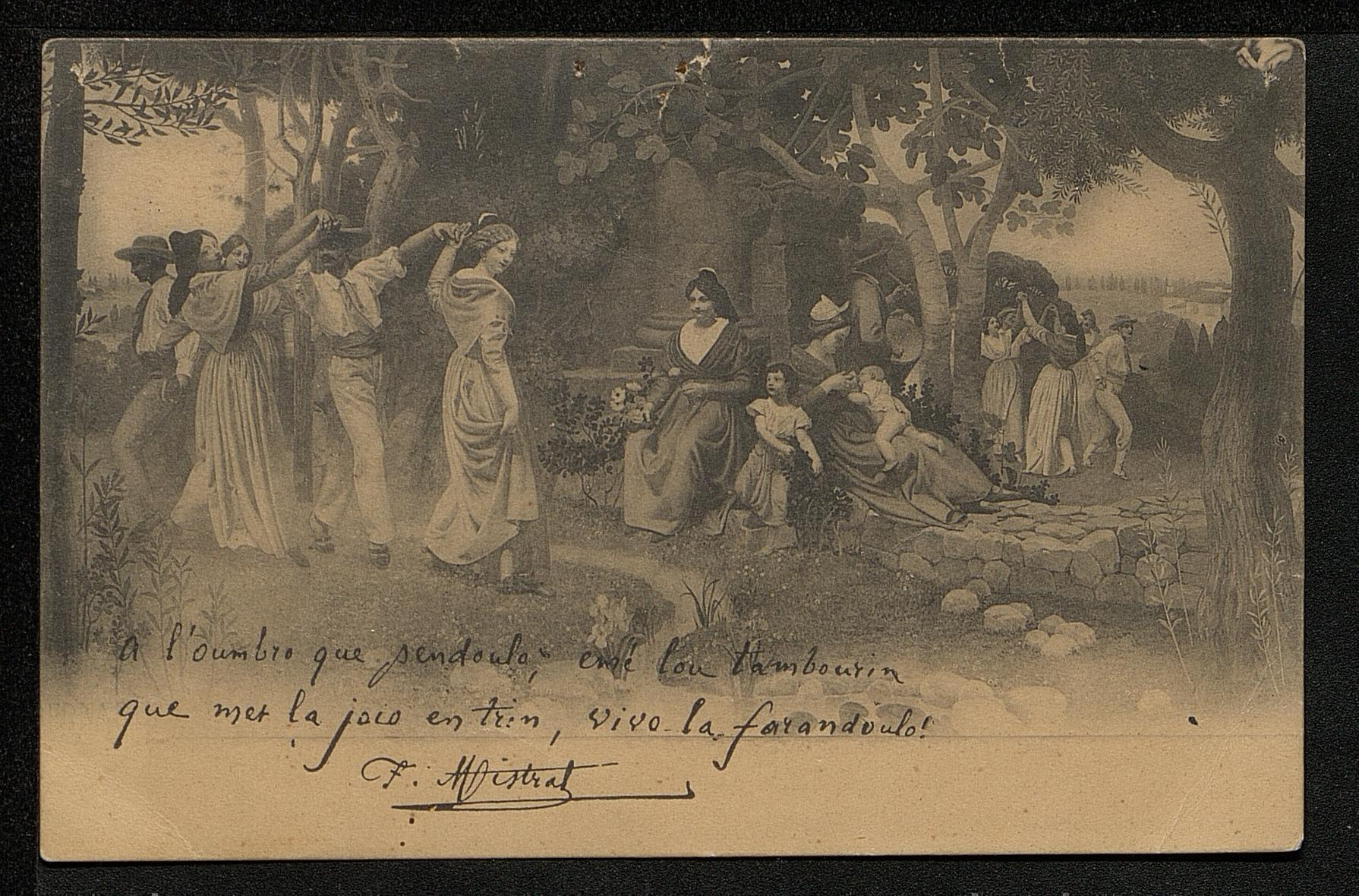
Carte postale de la farandole de Valère Bernard dédicacée par Frédéric Mistral.

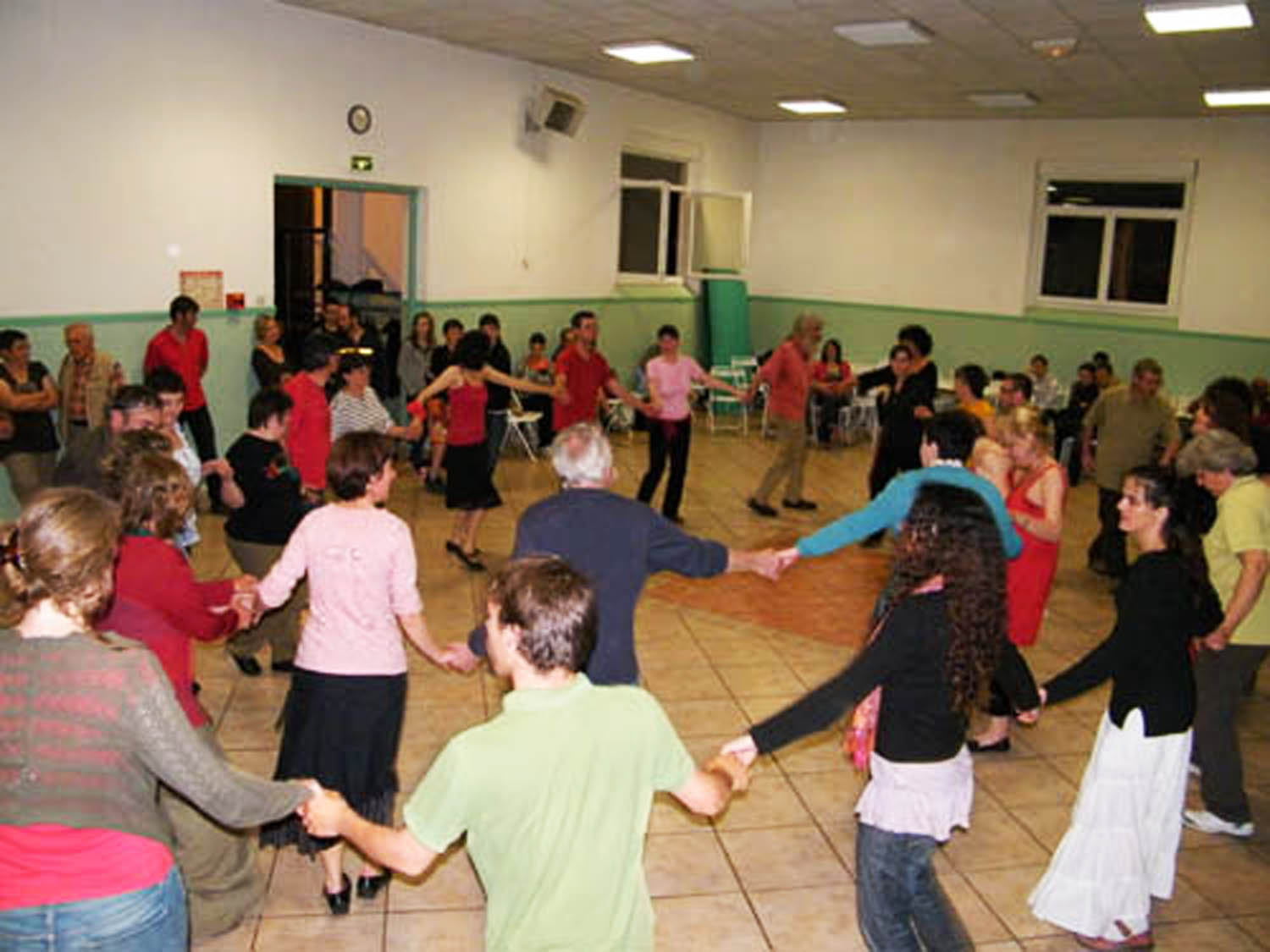
Farandole languedocienne lors d'une castagnade au vin nouveau dans l'Aude.

Elle reste incertaine. Il a été suggéré que farandole puisse être une altération du provençal barandello, à partir de brandello (dérivé de branda : remuer), sous l'influence de dérivés occitans tels que flandina (cajoler) et flandrina (lambiner),. Pourtant cette hypothèse est peu convaincante car elle se heurte au fait que b(a)randello est définie comme étant une farandole languedocienne.
Farandole se disant farandoulo, en provençal et farandola, en catalan, il a été proposé que ce mot tirerait son origine de l'espagnol farándula (métier de comédien, troupe de comédiens ambulants). Origine aussi incertaine que problématique puisque ce terme supposerait un primitif faranda. Il n'existe pas en espagnol mais en allemand où fahrende, désigne des gens qui voyagent et des comédiens ambulants.
Si Jean Joseph Marius Diouloufet, en 1816, et Frédéric Mistral, en 1878, ont tous deux relié la farandole à la civilisation grecque, ils ne disent rien sur son étymologie.  Simon-Jude Honnorat, quant à lui indique que ce nom signifie que « les danseurs sont en quelque sorte attachés l'un à l'autre », ce qui n'est pas une étymologie.

## Dénomination et caractérisation de la danse

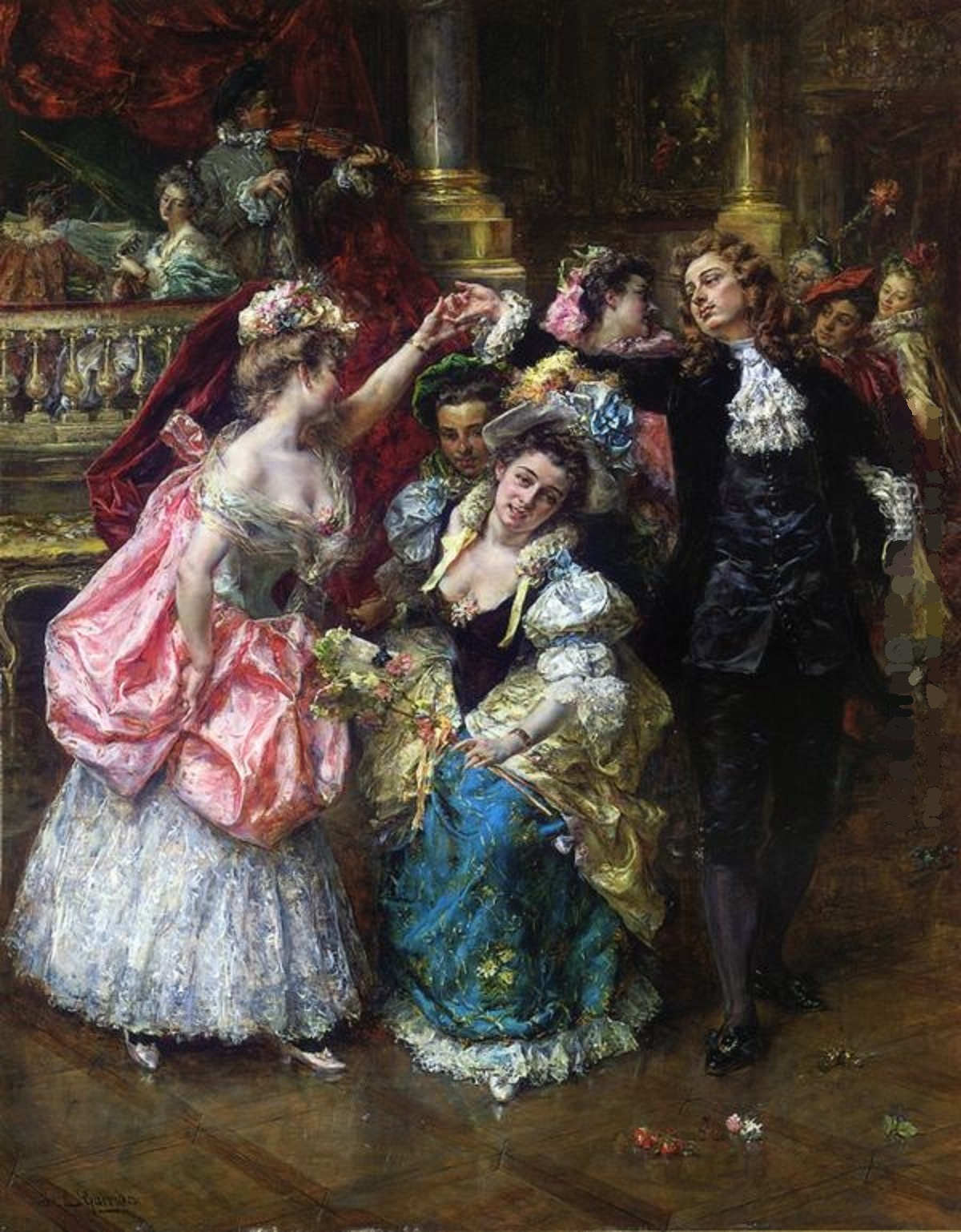
Farandole du ballet de l'Opéra de Marseille par Eduardo Leon Garrido.

Le nom farandole n'est pas attesté avant le XVIIIe siècle et n'est passée dans le Dictionnaire de l'Académie qu'en 1835. Il est cité pour la première fois par Schmidlin, en 1776, sous la forme de farandoule, puis dans le Rapport de Lefébure, en 1793, sous sa graphie française actuelle farandole. Quant à l'Académie française, elle indiquait « Sorte de danse provençale, de course cadencée, que plusieurs personnes exécutent en se tenant par la main ». Un siècle plus tard dans l'édition de leur dictionnaire de 1932-1935, les académiciens précisaient : « Sorte de danse provençale, de course serpentine, que plusieurs personnes exécutent en se tenant par la main. ».

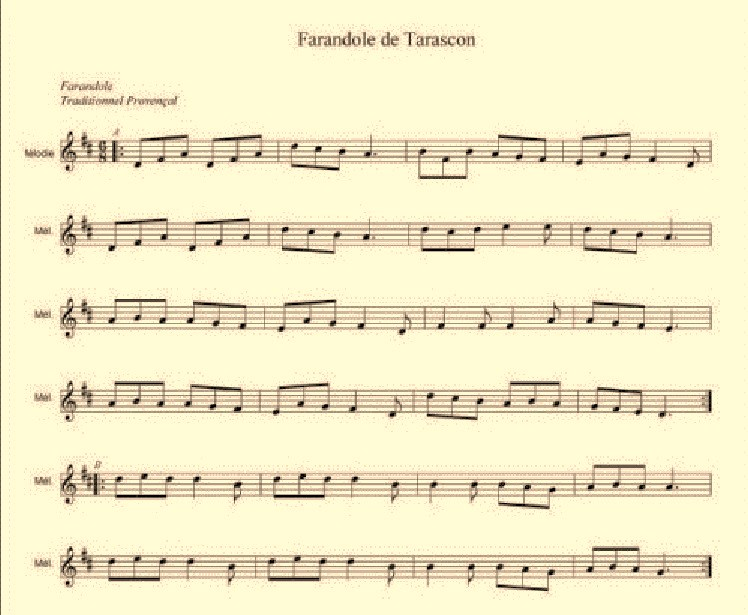
Farandole de Tarascon dite des Tarascaires, sur une mesure à, de tempo rapide.

En 1986, l'Académie indique : « Mot du XVIIIe siècle, emprunté du provençal farandoulo, de même sens. Danse d'origine provençale, de rythme vif, où les danseurs et les danseuses se tiennent par la main. Le tambourinaire rythme la farandole ». Quant au dictionnaire d'Émile Littré, il résume : « Danse provençale, qui est une espèce de course mesurée, exécutée par plusieurs personnes qui se tiennent par la main ». Il ajoute, toutefois, une indication d'importance : « L'air de la farandole, allégro à six-huit fortement cadencé. ».
Ces indications sont reprises tant par le Centre national de ressources textuelles et lexicales, que par le Trésor de la langue française). Seule l'Encyclopédie Universalis développe : « Danse populaire provençale (farandoulo), sur une mesure à 
, de tempo rapide comme la gigue, appartenant au genre des danses en file. Dans la farandole, danseurs et danseuses, alternés et en nombre illimité, se tiennent par la main et dessinent des figures variées : serpentin, arceaux, spirales ou cacalaus (escargot), sur des pas de côté sautés ; ils obéissent au premier danseur, chef de file. ».

## Danse de la vie

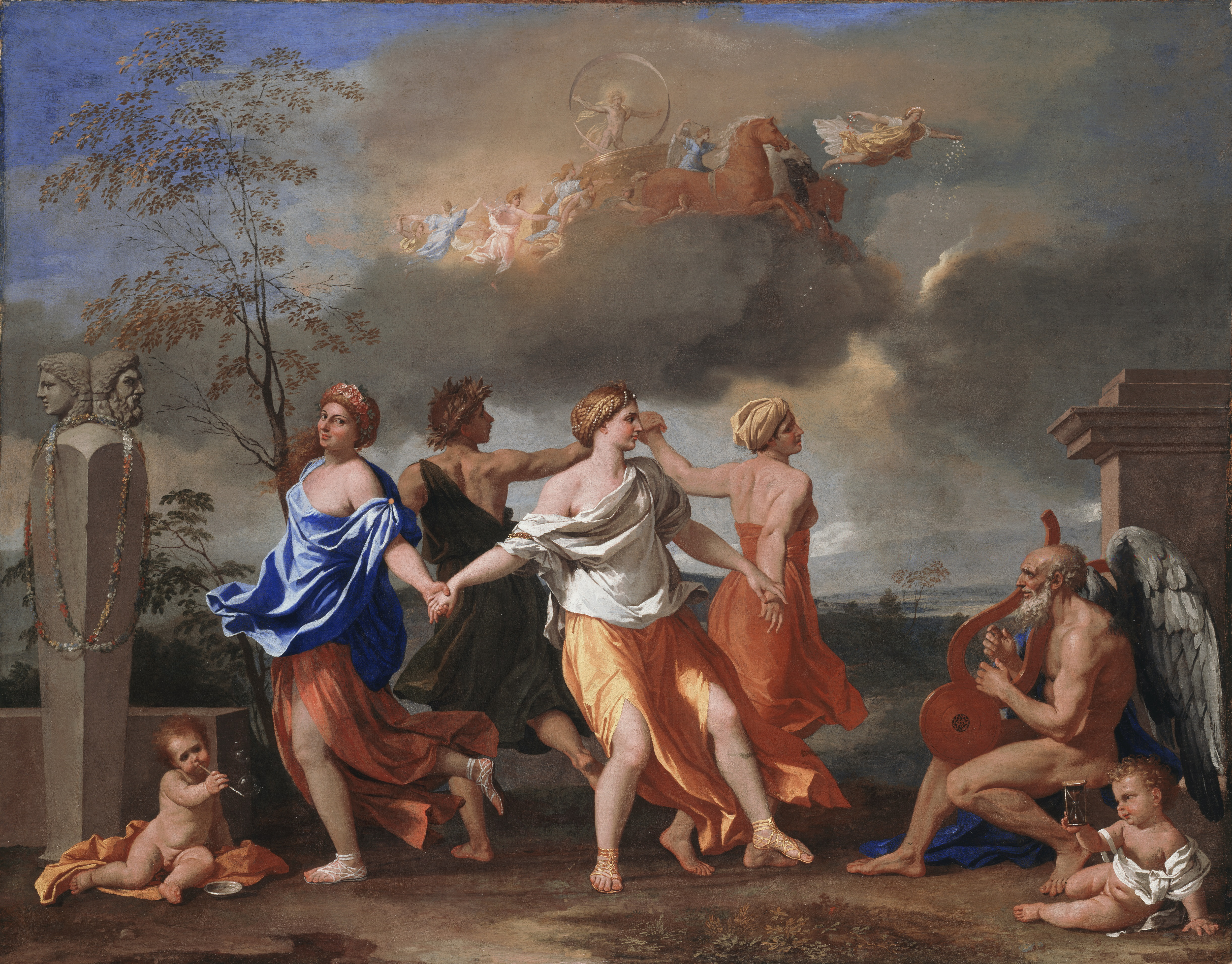
Nicolas Poussin, La danse de la vie humaine.

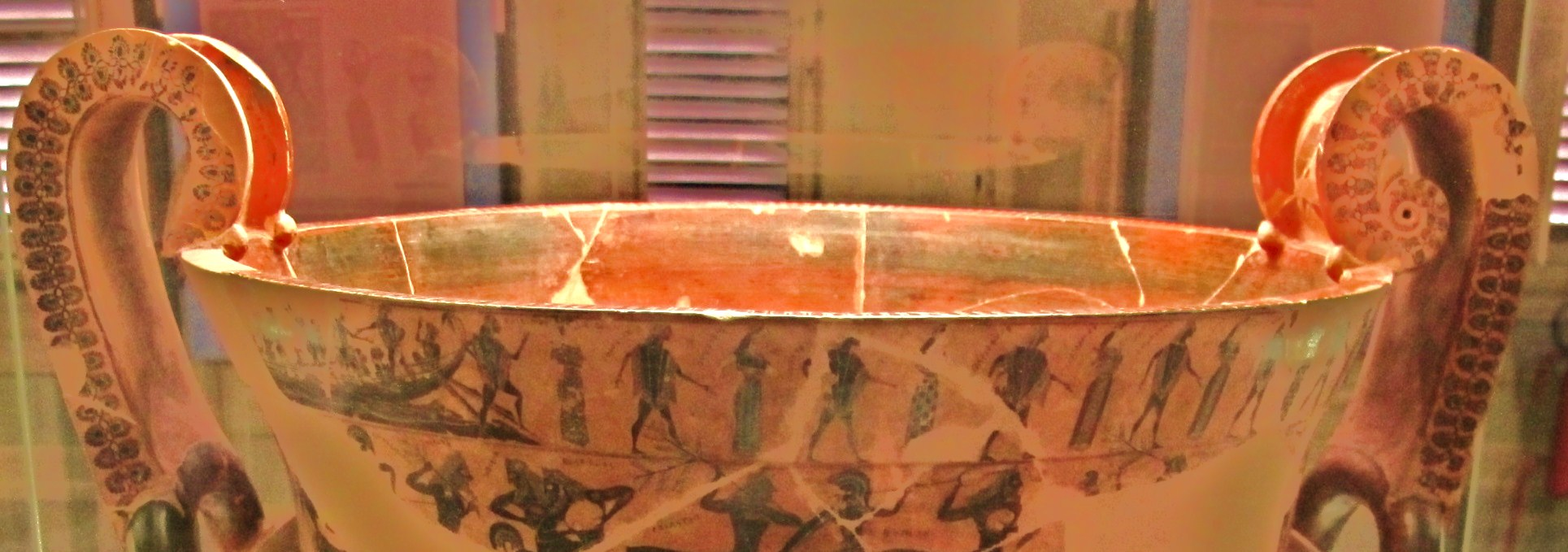
Danse des grues sur le vase François du Musée archéologique national (Florence).

La danse de la vie est représentée dès l'âge du Bronze et dans les fresques des tombeaux des pharaons, ainsi que sur tout le pourtour méditerranéen sur les bas-reliefs et des poteries antiques. L'Antiquité grecque et crétoise la désignait sous le nom de « danse des grues » ou géranos. Dans ces représentations, elle prend toujours l'aspect d'une « frise décorative de danseurs avançant en front ouvert et se tenant les mains ». Elle était primitivement exécutée en cercle autour d'un feu puis se finissait en spirale pour appeler au retour du soleil.
Dans la danse, le cercle symbolise le cours de la vie et synthétise toutes les oppositions : le début et la fin, la naissance et la mort, l'origine et l'éternité. Ce cercle forme le serpent qui se mort la queue, l'Ouroboros. La farandole, qui unit et oppose le thème de la mort et de la renaissance, a hérité de cette symbolique de la mythologie grecque reproduite sur le vase François : « Au sortir du labyrinthe, Thésée, ivre de joie d'avoir triomphé du Minotaure et d'être sorti vivant du labyrinthe, se lance avec ses compagnons dans une danse ondulante et sinueuse qui entend reproduire les méandres du dédale souterrain et ceux de sa lutte contre le monstre. ».
Fabienne Potherat a analysé cette danse à travers une œuvre de Matisse : « Ce sont encore ces bacchanales que nous retrouvons chez Matisse dans cette ronde envolée au-dessus de la colline. ». Expliquant que c'est cette même serpentine que Matisse chante et peint dans La Joie de vivre et La Danse après avoir vu une farandole au Moulin de la Galette, elle souligne « Il pose du vert, du bleu, du rose, en à-plat, qui sont les couleurs de la Provence dit-il, de la nature, fond commun universel. Il pose sa propre voix comme rythme des couleurs et comme volume à la couleur. Il chante l'air de la farandole, le pinceau danse avec la peinture comme en résonance à son chant. Une forme est née : la danse. ».

## Farandole de la mort

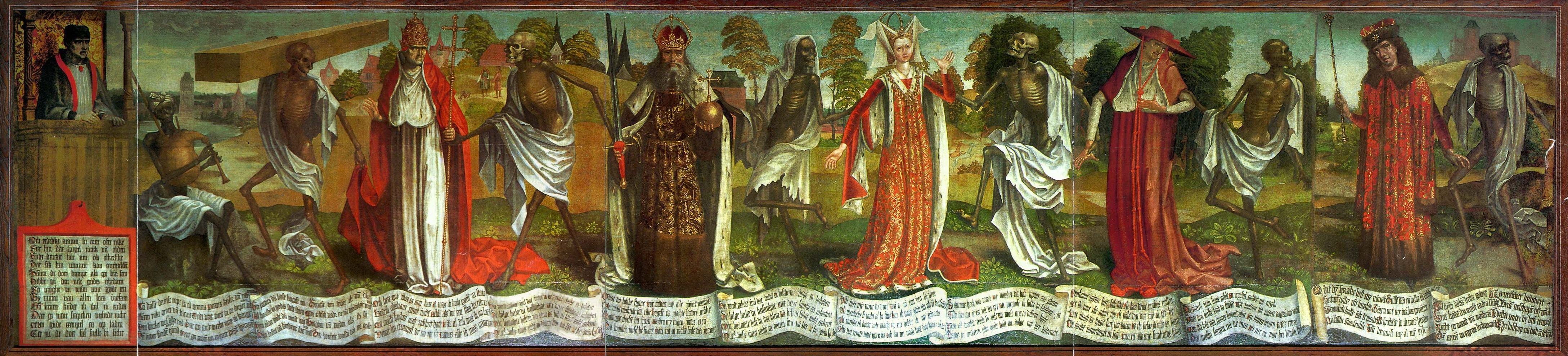
Danse macabre de Tallinn.

La période du bas Moyen Âge, plus que toute autre, fut celle où les questions sur les suites de la mort furent les plus cruciales. Qui ira au paradis, qui ira en enfer ? Éternelle question à laquelle il fut donné une réponse par l'intermédiaire de la danse macabre, puissants et misérables tous sont égaux devant la mort. Plus que le Dit des trois morts et des trois vifs, c'est sans doute l'Office des Ténèbres, du vendredi saint, où juste avant que la dernière bougie, celle du Christ, ne soit masquée d’un dais noir, la foule réagissait en tapant des pieds pour ponctuer le Miserere. En catalan, ce piétinement, prémices de la danse, s'appelle le patrica-patroca (ferveur populaire et méditation) ou des récits comme le Vado Mori (je me prépare à mourir), poème en latin d'origine française remontant au XIIIe siècle qui en sont à l'origine. Après la Peste noire, ce mal contagieux qui tua des centaines de milliers de gens dans toute l’Europe, apparurent de nombreux rites d'exorcisme qui visaient à apprivoiser la camarde, sinon à la faire reculer. Dans ces rituels la musique et la danse jouèrent les premiers rôles. Mais puisque nul ne pouvait y réchapper, des fresques murales décrivirent cette réalité. Dès le début du XVe siècle, des peintures sur le thème de la danse macabre s'étalèrent sur les murs extérieurs des cloîtres, à  l'intérieur des églises, sur les charniers et les ossuaires. La première danse macabre a été peinte à Paris en 1424 au Cimetière des Innocents et marque le début d'une farandole infernale qui va se répandre dans toute l'Europe.
Dans cette farandole alternent squelettes et vivants, disposés dans un ordre hiérarchique décroissant. Ce sont le pape, l'empereur, le cardinal, le roi, le patriarche, le connétable, l'archevêque, le chevalier, l'évêque, l'écuyer, l'abbé, le bailli, l'astrologue, le bourgeois, le chartreux, le sergent, le médecin, la femme, l'usurier et le pauvre. Le nombre des personnages et la composition de la danse dépendent du lieu de création. La Mort, le plus souvent représentée avec un instrument de musique, entraîne tout le monde dans la danse en ne regardant ni le rang, ni les richesses, ni le sexe, ni l'âge. En dessous ou au-dessus de l'illustration sont peints des vers par lesquels s'adresse la Mort à sa victime, souvent d'un ton menaçant et accusateur, parfois sarcastique et empreint de cynisme. Puis suit la supplique de l'Homme, plein de remords et de désespoir, mendiant la pitié. Espoir déçu face à des squelettes en train d'exécuter une sarabande effrénée, le plus souvent la forme d'une farandole. C'est parfaitement explicite lorsqu'il y a juxtaposition continue des corps aggripés par les mains des squelettes qui les saisissent par le coude ou la main, transformant une simple procession ou une ronde ouverte en une véritable chorégraphie.

## Farandole moderne

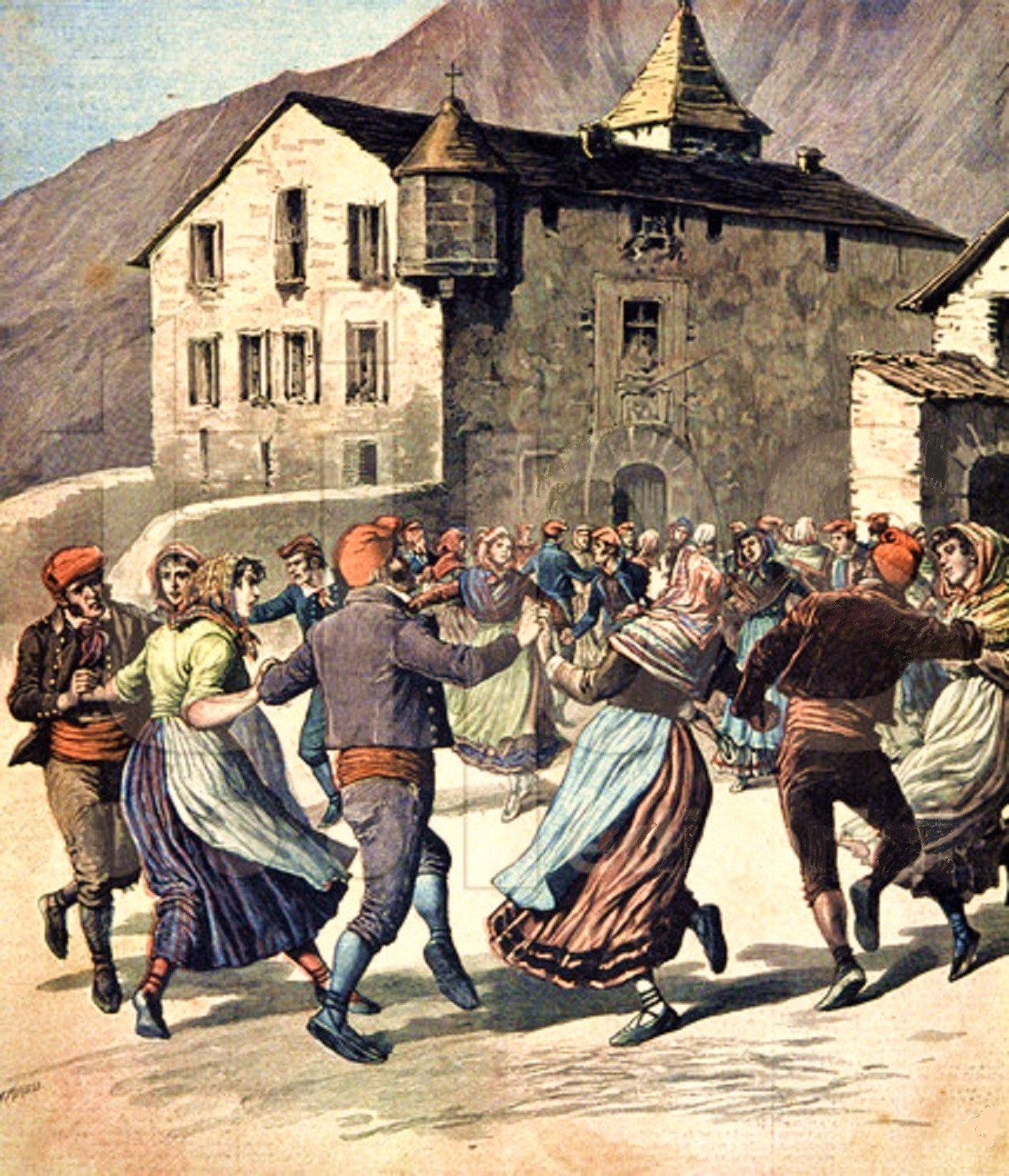
Farandole catalane à Andorre.

Arles et Avignon sont les deux foyers principaux de la farandole en Provence. Mais tout le midi de la France connaît la farandole. Elle fut même pratiquée en Catalogne selon cette note :« Dansa popular que hom practica actualment encara a Provença, però que també havia estat ballada a Catalunya. ». Elle peut être chantée, mais elle est ordinairement accompagnée, en Provence, de galoubets et de tambourins. Le XIXe siècle marque l'apogée des tambourinaires puisqu'on les retrouve indifféremment à l'opéra de Paris,dans les balèti ou menant les farandoles. 

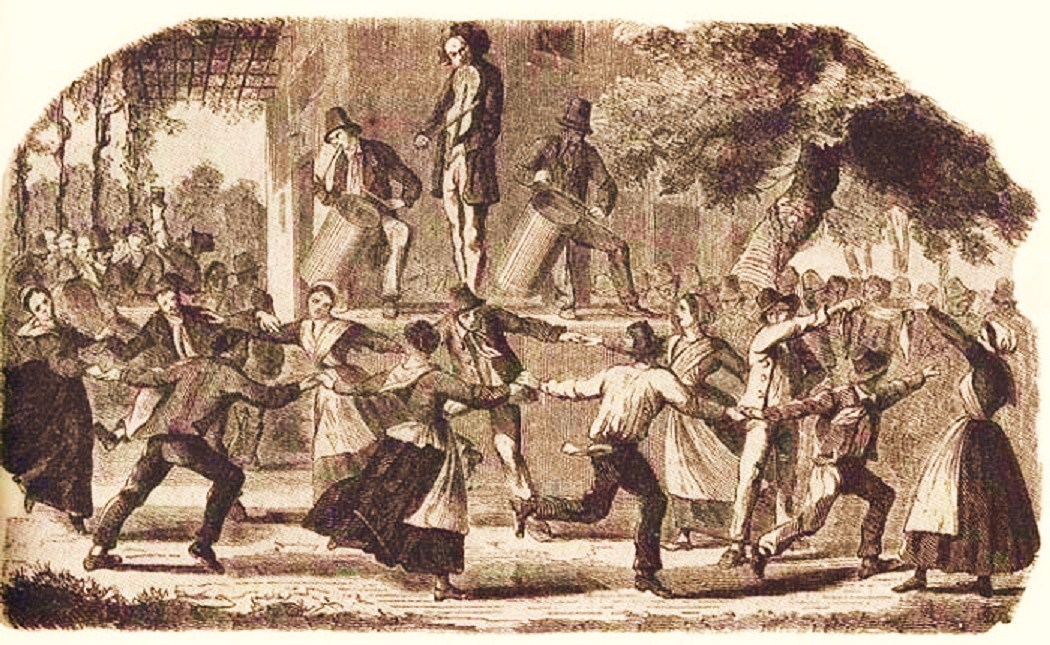
Farandole de la fin du XIXe siècle accompagnée par un violon et deux tambourinaires.

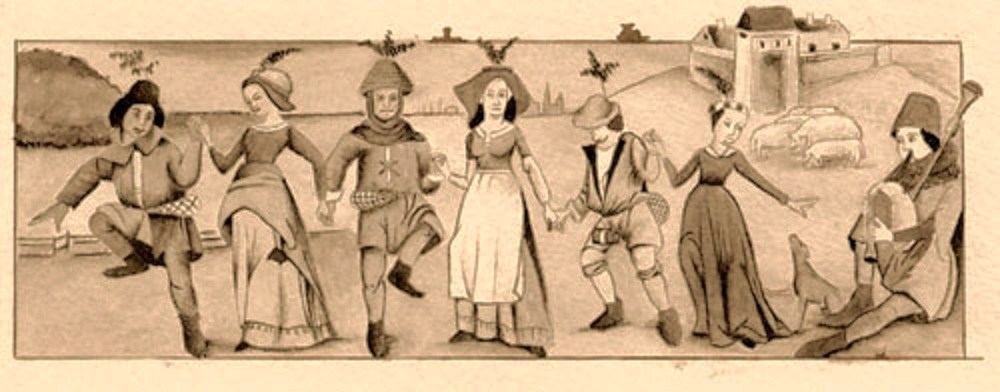
Farandole accompagnée à la cornemuse.

Ce ne fut pas toujours le cas puisque quelques auteurs comme Hector Rivoire, en 1842, indiquent d'autres instruments : « Dans un très petit nombre de communes des arrondissements de Nimes et d'Uzès et en traversant les cantons de Saint-Quentin, d'Uzès, de Montaren, de Blauzac et de Lussan toute la musique se compose d'un hautbois et d'un très petit tambour qui sert d'accompagnement Dans quelques-unes de ces localités la danse y est appelée branle ou barandelle. C'est une sorte de valse russe extrêmement précipitée dans laquelle on tourne continuellement sur un même plan,. ». Quant à Chateaubriand, il notait, en 1848, dans le tome IV de ses Méloires, à la page 397 : « Deux ou trois groupes dépêchaient en tumulte une farandole au son d'un méchant violon. ». Mais le grand rival des tambourinaires, dans les festivités populaires, furent les joueurs de cornemuse. Pourtant celle-ci cantonnée, en tant qu’instrument diatonique, a ne jouer le plus souvent que des morceaux réécrits, se vit supplanter, au milieu du XIXe siècle, par le galoubet-tambourin qui joue dans la gamme chromatique et interprète des partitions écrites.

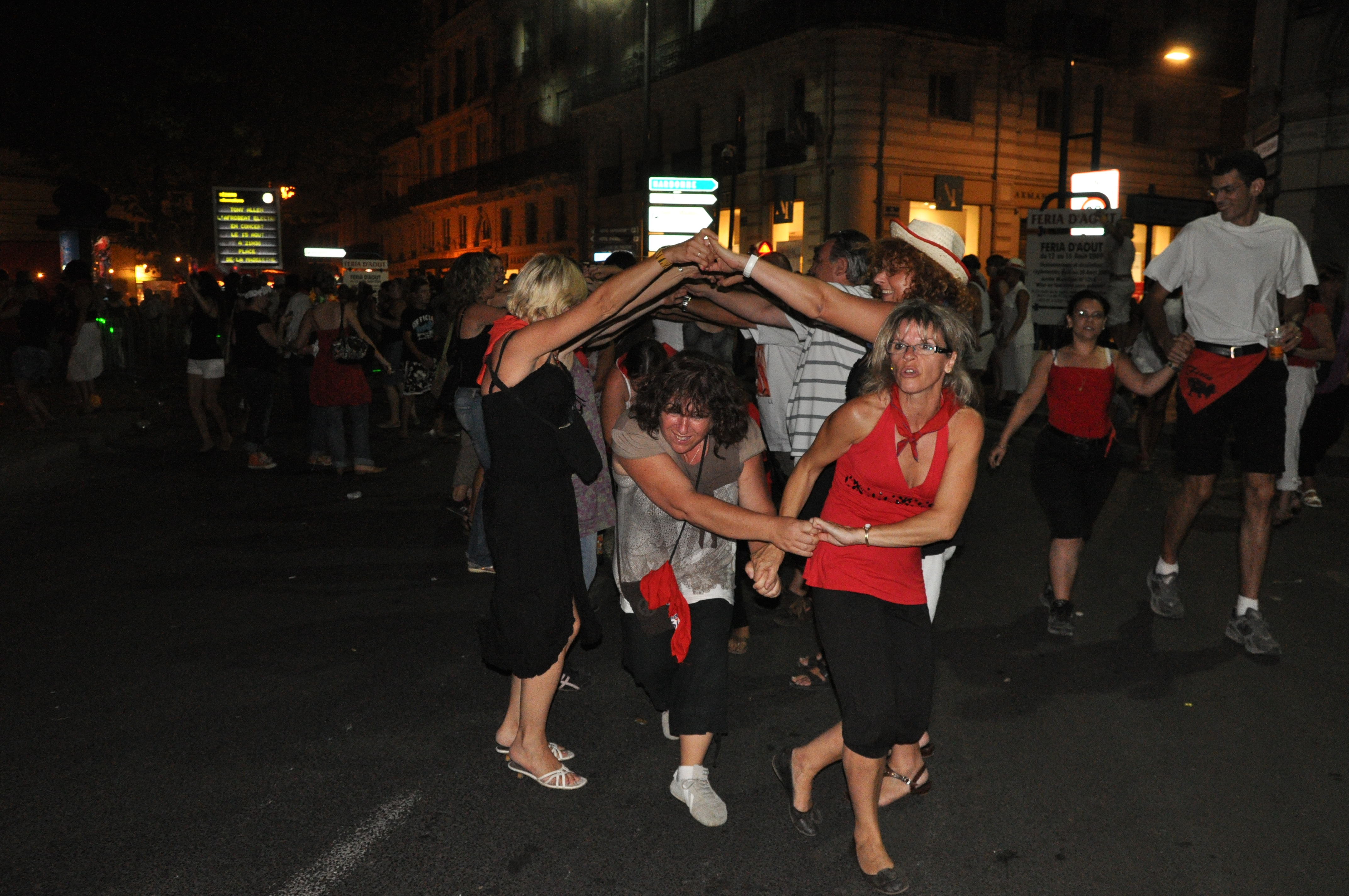
Passage sous la voûte lors d'une farandole à la feria de Béziers.

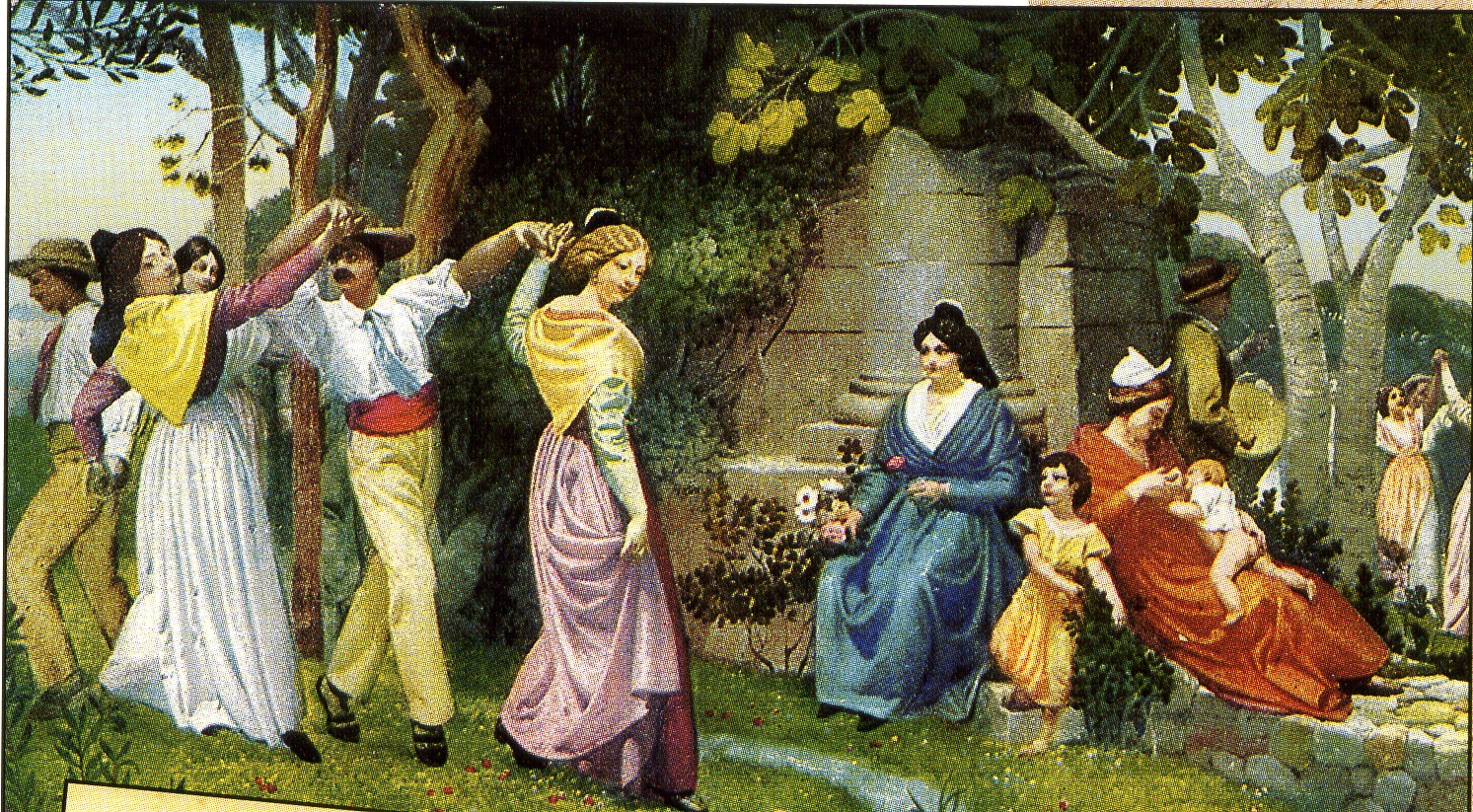
La Farandole par Valère Bernard.

Ce qui fait que l'accompagnement musical actuel est toujours réalisé par un ou des tambourinaires. Les danseurs se donnent la main pour former une chaîne ouverte errante et marquent chaque temps par des sautillements. Le meneur ou la meneuse guide la chaîne en dessinant une forme de serpent. Son rôle est d'articuler la farandole, danse des rites agraires, en ses deux grands thèmes : celui de la spirale (dit encore escargot ou labytinthe) et celui du passage sous la voûte (dit du serpent).
Toujours en Provence, d'autres danses apparentées à la farandole étaient pratiquées sur des pas plus libres : le brandi, la mauresque (ou mourisca), les passa cariera (passe-rues, cf. les passa calle espagnoles et la passacaille). Elle a donné naissance à certaines danses médiévales aux pas répétés, comme les caroles des XIIIe et XIVe siècles, les branles des XVe et XVIe siècles.

## Farandole des santons de Provence
Les santons dansant la farandole sont un des classiques de la crèche provençale. Les farandoleurs forment une longue file qui se déplace en serpentant. Les tours et détours de cette danse dans la crèche doivent figurer un labyrinthe. Les farandoleuses sont soit vêtues en arlésienne, soit en provençale ou comtadine avec les différentes nuances vestimentaires qu'apporte le santonnier local.
Les farandoleurs et le tambourinaire portent un costume quasi identique composé d'un pantalon blanc serré par une taiole, ceinture typique de Provence constituée par une bande de tissu en laine rouge, et d'une chemise blanche nouée au col par un cordon,.

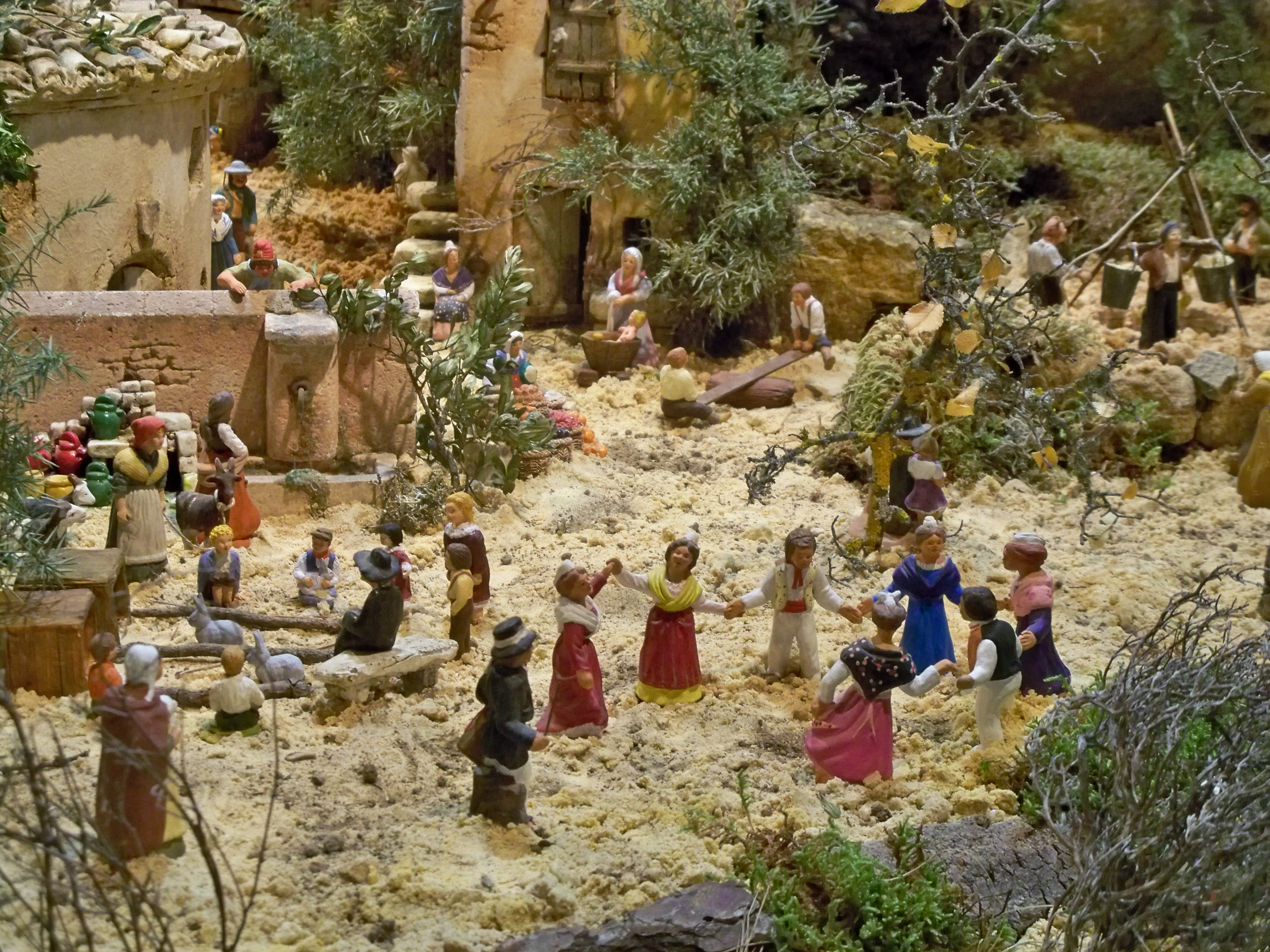
Farandole de la crèche de Carpentras.
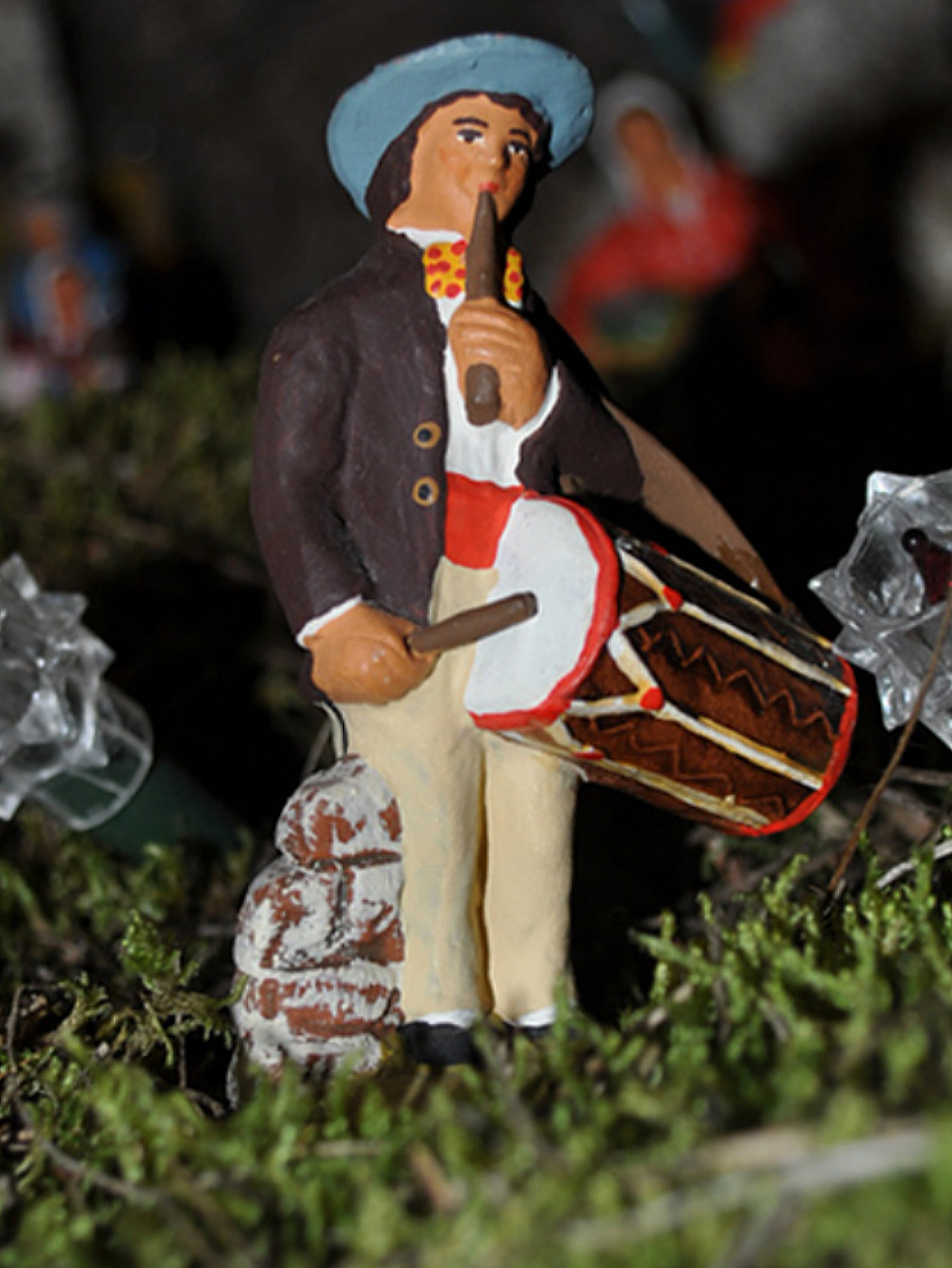
Le tambourinaire, santon d'argile.
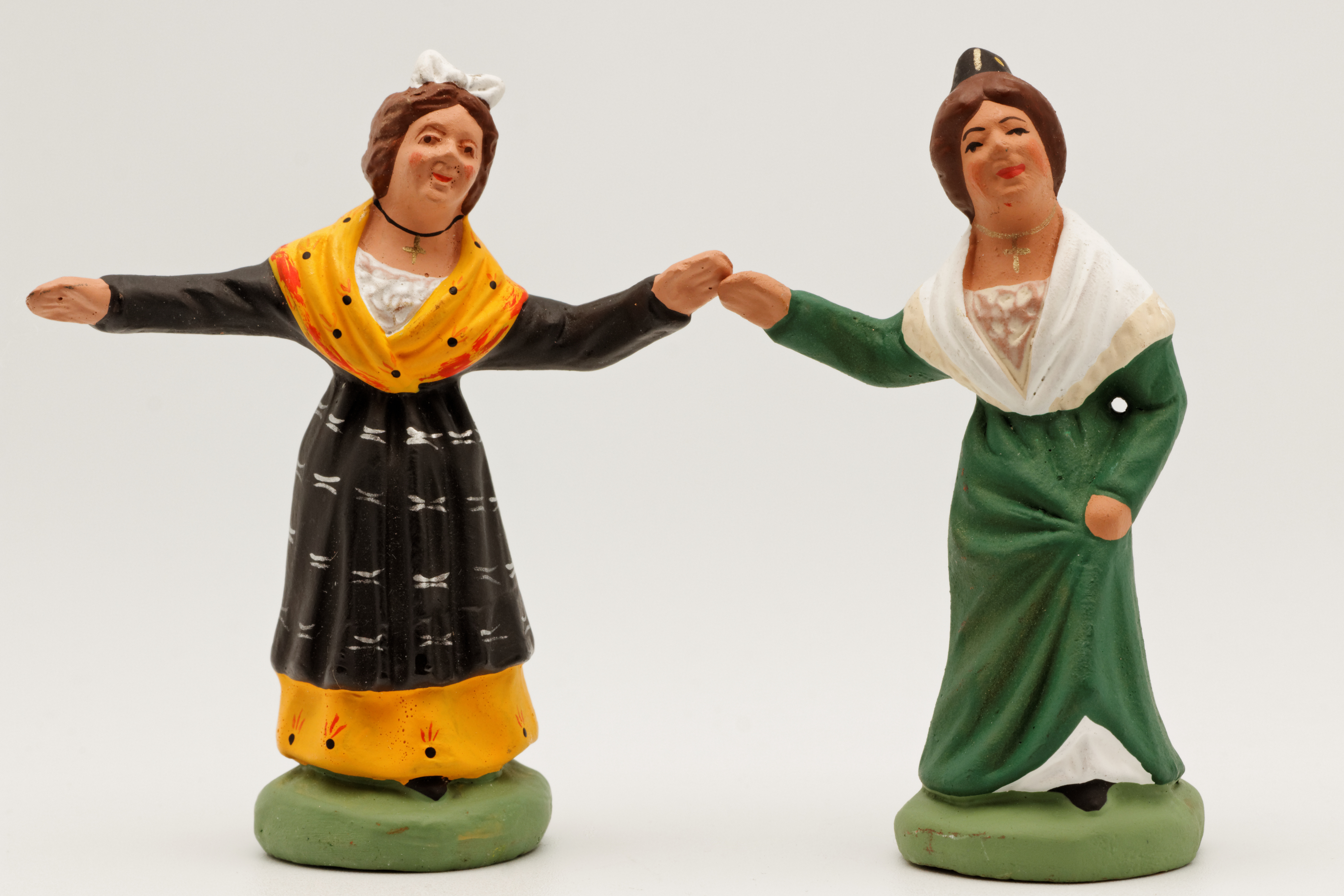
Comtadine et Arlésienne, santons Escoffier.
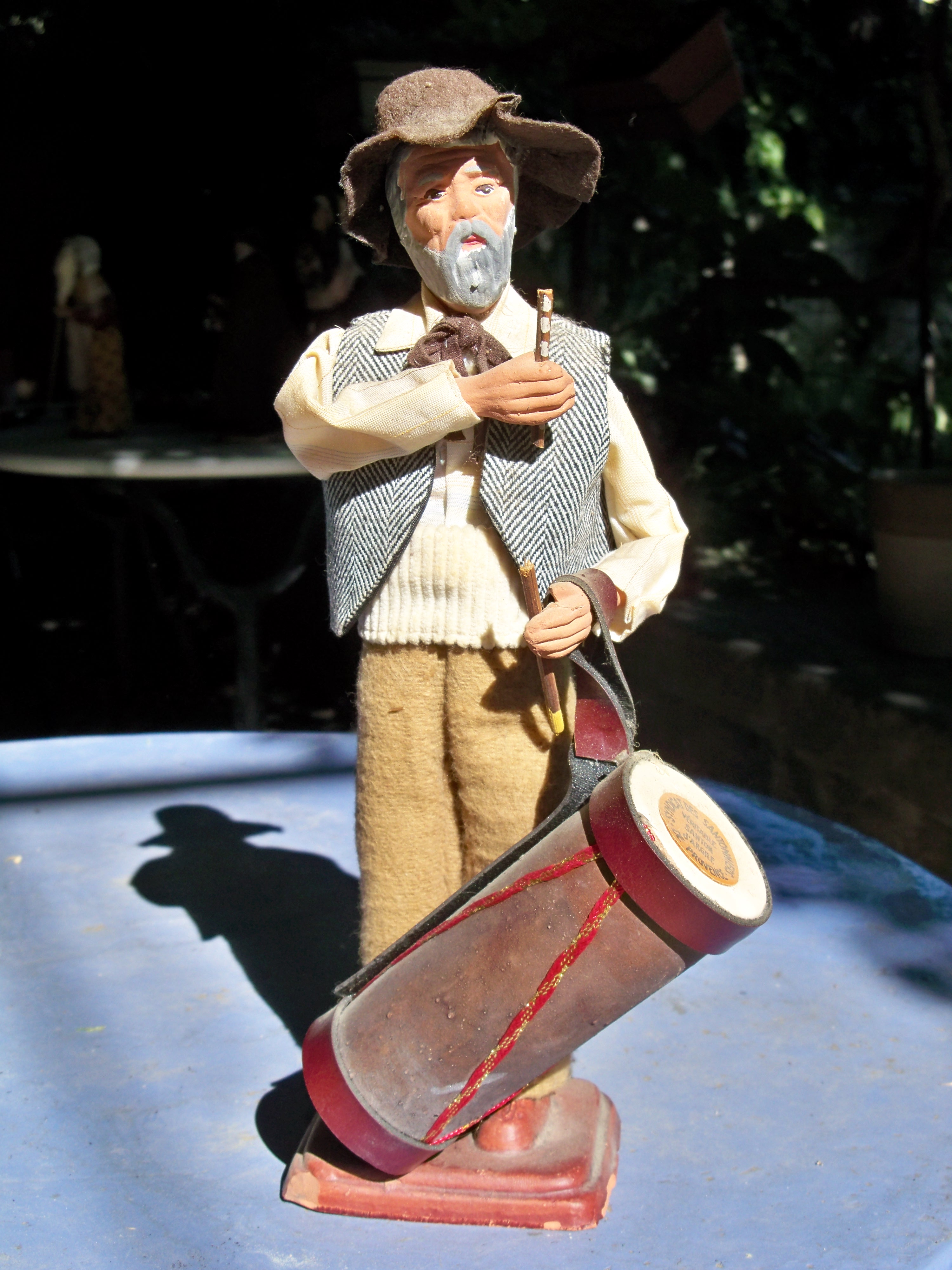
Le tambourinaire, santon habillé.
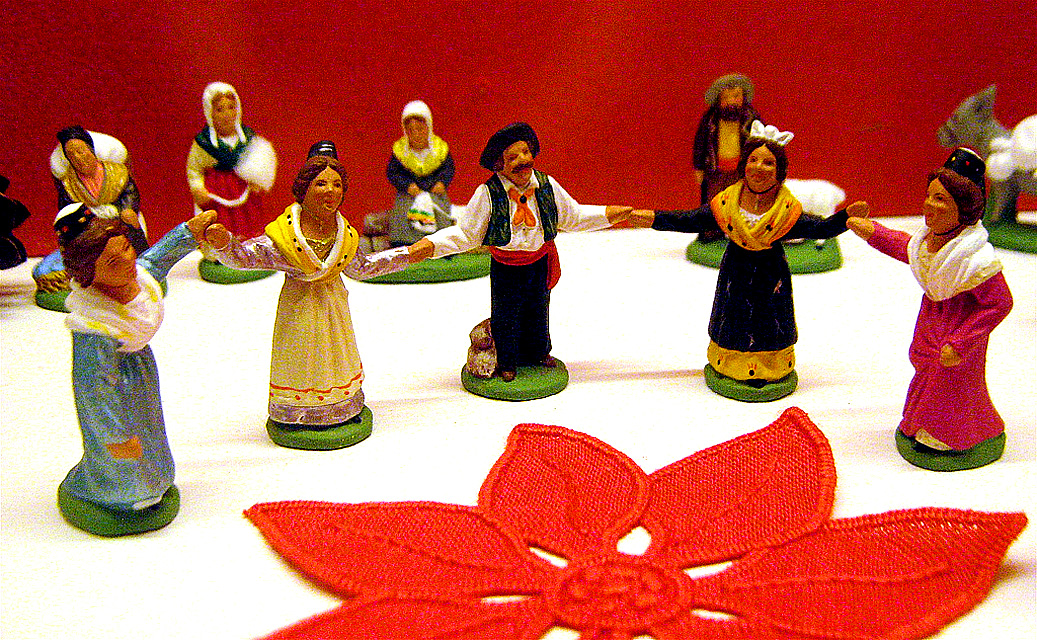
La farandole des santons de Provence.

Comme le tambourinaire est un notable, il a revêtu son costume le plus élégant, porte un chapeau de feutre à larges bords, et sous sa veste de velours apparaît son gilet brodé sur sa chemise blanche. Surnommé « Guillaume », par tradition, c'est lui qui mène la farandole avec son tambourin et son galoubet. Cette scène est l'un des sujets majeurs de la crèche provençale à laquelle elle est indispensable.

## Dans les arts

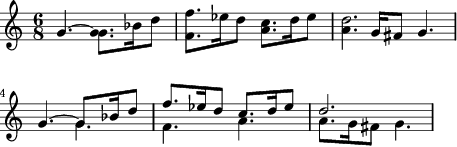
Portée du thème de l'Arlésienne en.

- Dans la suite L'Arlésienne de Georges Bizet, le dernier tableau (Suite no 2, IV) est une farandole.
- Dans le ballet La Belle au bois dormant de Piotr Ilitch Tchaïkovski, les dames proposent une farandole dans la scène IV du deuxième acte.
- Charles Gounod (Mireille), Théodore Dubois (La Farandole), Vincent d'Indy, Gabriel Pierné, Claude Delvincourt, Henri Casadesus et Darius Milhaud ont écrit des farandoles[4].